# 1992年英國大選
1992年英國大選於1992年4月9日舉行，這次大選保守黨連續第四次取得勝利。這次選舉結果贏得驚喜，選舉當日的投票顯示，保守黨意外地擊敗工黨，繼續執政。工黨領袖金諾克敗選後辭職。
在歷史上，保守黨獲得數量最多的選票，打破了工黨在1951年創下的紀錄。

## 背景
柴契爾夫人1990年11月辭職後，約翰·梅傑領導英國參與海灣戰爭，引入法例，以取代不受歡迎的人頭稅支出，並簽署了“馬斯特里赫特條約”，支持歐盟的成立。不久英國已經進入經濟衰退，而梅傑宣布選舉日期後不久，3月11日，英國財政大臣諾曼·拉蒙特發表新的財政預算案。

## 概述
工黨自1989年以來一直在民意調查中領先保守黨。1992年經濟衰退加深，在選舉籠罩的氣氛下，大多數民意調查顯示，工黨會在大選中獲勝，雖然保守黨在1990年底以來在民調領先工黨幾次。
1988年成立的自由民主黨，在新黨魁阿什頓的堅強領導下，自民黨專注於教育，以及要求改革投票制度。
在蘇格蘭，蘇格蘭民族黨（SNP）希望取得突破，以增加其總票數的50％，1987年大選，SNP贏得了三個席位。他們失去格拉斯哥戈文，但在補選中奪回。
選舉也看到了在北愛爾蘭的一個小變化，作為保守黨盟友的北愛爾蘭統一黨的候選人在全省首次打破了他們在1972年的向陽協議。
柴契爾夫人，諾曼·特比特，丹尼斯·希利，奈傑爾·勞森，杰弗裡·豪，邁克爾·富特，大衛·歐文，莫林里斯和議長伯納德·韋瑟里爾退休，不再競逐下議院議席。
後期的民調顯示，英國將會出現懸峙國會，工黨會以約19至23席領先。

## 選舉結果
投票率77.67％，是十八年來的最高水平，這次選舉擴大工黨和自由民主黨之間的差距。保守黨方面，儘管得票率僅下降0.3％，實際上只在下議院有二十一席的多數。由於其他政黨的國會議員倒戈，補選的失敗，並在一段時間內一些議員投票反對政府。保守黨在1992年獲得了比以往历届英国大选中的任一政黨都要高的總票數，超过了此前工黨在1951年创造的最高1398萬的總票數记录（雖然這是一個較高的投票份額）。不過保守黨中有九個政府部長在1992年大選中失去議席，包括保守黨主席彭定康。彭定康由於連任失敗，未能繼續留在內閣，三個月後出任英屬香港最後一任總督。

## 外部連結
- The Best Future For Britain - 1992 Conservative manifesto.
- It's time to get Britain working again - 1992 Labour Party manifesto.
- Changing Britain for good - 1992 Liberal Democrats manifesto.
- Catalogue of 1992 general election ephemera[永久] at the Archives Division of the London School of Economics.